# Pseudophasma armatum
Pseudophasma armatum är en insektsart som först beskrevs av Gray, G.R. 1835.  Pseudophasma armatum ingår i släktet Pseudophasma och familjen Pseudophasmatidae. Inga underarter finns listade i Catalogue of Life.